# Mešita Hasana Jakovaliho paši
Mešita Hasana Jakovaliho paši (maďarsky Jakováli Hasszán dzsámija) je sunnitská mešita v maďarském městě Pécs (Pětikostelí). Nachází se na ulici Rákocziho poblíž Sigetské brány. Patří k nejzachovalejším architektonickým památkám na dobu Osmanského Uherska.
Není přesně známo, kdo a kdy mešitu postavil; obvykle bývá datována na závěr 16. století, historikové však odhadují, že byla dokončena spíše až okolo roku 1630. Evlija Čelebi uvádí, že mešita je pojmenována podle místního paši Hasana, který založil vakf na její výstavbu. Hasanovo přízvisko Yakovalı poukazuje na původ z města Yakova, což může být Đakovo v Chorvatsku nebo Đakovica v Kosovu.
Po dobytí Pécsi habsburským vojskem v roce 1686 budova sloužila jako nemocnice. Počátkem osmnáctého století ji biskup Wilhelm Franz von Nesselrode-Ehreshoven nechal upravit na františkánskou kapli zasvěcenou Janu Nepomuckému, dostala proto barokní výzdobu a minaret se stal zvonicí. Z velké části si však zachovala původní podobu, na rozdíl od hlavní pécsské mešity Gazi Kasima, která byla přestavěna na římskokatolický chrám Blahoslavené Panny Marie. Majetkem církve byla do roku 1956, kdy získala status historické památky a v letech 1957–1961 proběhla úprava budovy do původního stavu, kterou řídil architekt Károly Ferenczi. Během oprav byly objeveny pozůstatky původních staveb včetně dervišského kláštera. Počátkem 21. století proběhla další rekonstrukce s finanční spoluúčastí tureckého státu. Opravená budova byla otevřena v roce 2010, kdy byla Pécs Evropským hlavním městem kultury.
Hasan Jakovali je typickou ukázkou osmanské sakrální stavby. Má čtvercový půdorys orientovaný směrem k Mekce, je vystavena z kamene a okna jsou tvarována do perského oblouku. Nahoře je osmiboký tambur zakončený kupolí. Dvanáctiboký minaret je vysoký 22,5 m a vede na něj 87 schodů. Před kostelem se nachází socha místního muslimského učence İbrahima Peçeviho, kterou vytvořil turecký umělec Metin Yurdanur.
Maďarská muslimská církev od roku 1975 využívá objekt k pátečním modlitbám. V době mimo bohoslužby je mešita přístupná veřejnosti a nachází se v ní stálá expozice osmanského umění.